# Consistórios de Nicolau III
Esta entrada reúne a lista completa dos consistórios para a criação de novos cardeais presidida pelo Papa Nicolau III, com a indicação dos cardeais criados sobre os quais há informação documental (9 novos cardeais em um único consistório). Os nomes são colocados em ordem de criação.

## 12 de março de 1278
1. Latino Malabranca Orsini, O.P. (falecido em julho ou agosto de 1294); beatificado
2. Erhard de Lessines (falecido em julho de 1278)
3. Bentivenga de Bentivengis, O.F.M. (falecido em março de 1289)
4. Robert Kilwardby, O.P. (falecido em setembro de 1279)
5. Ordonho Álvares(falecido em dezembro de 1285)
6. Gerardo Bianchi (falecido em março de 1302)
7. Girolamo Masci, O.F.M., (falecido em abril de 1292)
8. Giordano Orsini (falecido em setembro de 1287)
9. Giacomo Colonna (falecido em agosto de 1318)